# Derek Shepherd
Derek Christopher Shepherd es un personaje ficticio de la series de televisión Grey's Anatomy y Private Practice, spin-off de Grey's Anatomy, de la cadena ABC, interpretado por Patrick Dempsey.

## Biografía
Derek Christopher Shepherd nació en una familia de clase media de Nueva York y tiene cuatro hermanas: Nancy, Amelia, Liz y Kate. Su padre fue asesinado cuando él era un adolescente, algo que marcó su personalidad. Se licenció en medicina como sus hermanas Nancy, que es especialista en obstetricia y ginecología, Kate, que psiquiatra, y Amelia, también neurocirujana. Por otro lado, su mejor amigo desde la niñez es el cirujano plástico Mark Sloan, un chico falto de cariño familiar a pesar de proceder de una familia adinerada, así que se sintió como un hijo más en la familia Sheperd.
Se casó en 1994 con su novia de la Facultad de Medicina, Addison Montgomery, y los dos empezaron sus años como internos, estudiando bajo la tutela del doctor Richard Webber. Después de la interinidad, el matrimonio logró el éxito rápidamente en sus respectivos campos. Llevaban un estilo de vida próspero y esto se veía reflejado tanto en su casa de Manhattan, que daba a Central Park, como en su residencia en la exclusiva localidad de Los Hamptons. Además, también poseían sus propias consultas privadas. Sin embargo, sus vidas laborales los mantenían tan ocupados que el matrimonio se comenzó a deteriorar progresivamente y la distancia emocional terminó causando una infidelidad: Addison inició una aventura con Mark Sloan, el mejor amigo de su marido.
Después de descubrirlos en su propia cama, Derek dio por terminado su matrimonio y aceptó la oferta de empleo de Webber en el hospital Seattle Grace como cabeza del Departamento de neurocirugía. Cambió su hermosa casa de Manhattan por una sencilla caravana ubicada en una propiedad que compra al llegar a la ciudad: cuarenta acres en la Isla Bainbridge.
La noche antes de que comience el nuevo ingreso de internos de cirugía en el hospital, Derek conoce a Meredith Grey en el "Bar de Joe" y acaban acostándose juntos. A la mañana siguiente ambos descubren que él es el jefe de neurocirugía y ella una nueva interna. Inician una relación, pero Derek no explica nada de su pasado a nadie. Por ello, cuando semanas después Addison reaparece en Seattle, Meredith descubre que Derek está casado, y que en términos oficiales ella ha sido la amante de Shepherd, y que Addison va a ser la nueva jefa de Obstetricia. 
A pesar de sus sentimientos por Meredith, Derek decide hacer lo que considera correcto al tratar de recomponer su matrimonio con Addison, pero pronto ella descubre que Derek no puede olvidar a Meredith. Los esposos deciden hacer terapia matrimonial, pero no logran superar sus problemas. Addison descubre que sus esfuerzos son en vano, y termina por confesar a Derek que su relación con Sloan no fue sólo de una noche, sino que mantuvieron una relación sentimental anterior e incluso posterior a que éste los descubriera, y que ella cortó esa relación y fue a Seattle a buscar a Derek debido a que Sloan la engañó mientras convivían. Finalizada su historia Con Addison, Derek admite estar enamorado de Meredith y desea tener una relación estable con ella. 
Durante la quinta temporada Derek quiere formalizar la relación, pero tiene que lidiar con la negativa de Meredith debido a sus problemas emocionales. Ella acude a una especialista ya que cree que tiene tendencias suicidas y conflictos de abandono, los cuales finalmente logra superar. Planean su boda, pero el mismo día de la ceremonia la ceden a Alex Karev e Izzie Stevens que se encontraba en estado crítico debido al cáncer y muy ilusionada con casarse. Derek y Meredith hacen sus votos en privado en un post-it, casándose simbólicamente. Al ser destituido Richard Webber de la jefatura por sus problemas de adicción al alcohol, Derek es nombrado jefe del hospital. 
En la sexta temporada, una paciente que había sido atendida por Derek debió ser desconectada por su estado irreversible, pero su esposo no comprende la situación y se enfurece contra el hospital, contra Derek y Lexie Grey que fue quien realizó el procedimiento de muerte. El esposo enfurecido intenta hacer reclamos contra Derek que no proceden, por lo que capítulos después irrumpe en el hospital para intentar asesinar principalmente a Derek Shepherd y a Lexie. Tras recibir un disparo, Derek es operado por Cristina Yang y logra sobrevivir. Después del tiroteo, Shepherd renuncia a la jefatura del hospital y retoma su cargo anterior. En la octava temporada, junto a su mujer, y algunos compañeros, sufre un accidente de avión que le deja secuelas en su mano derecha. Tiempo después, adoptan a una pequeña africana llamada Zola y, más adelante, son padres de dos hijos biológicos: Bailey y Ellis (póstuma).
En el ámbito laboral, Derek es un neurocirujano muy respetado entre sus colegas y sus servicios suponen dos millones de dólares en ingresos para el hospital. Ha llevado a cabo procedimientos complicados y peligrosos, incluyendo una intervención quirúrgica de paralización, dos bypasses de cerebro y una separación de siameses adultos. Pese a ser un cirujano competente y experimentado, no ha olvidado la importancia de la compasión y el buen trato a sus pacientes. Ha sido jefe de Cirugía durante un tiempo y ha asesorado al gobierno de los Estados Unidos en un estudio para mapear el cerebro humano. Es conocido por Meredith y sus amigos como ¨El doctor apuesto¨.
Casi al final de la undécima temporada, sufre un accidente automovilístico, el cual lo lleva a tener  muerte cerebral y Meredith firma para desconectarlo.
Derek siempre estará en los pensamientos de Meredith durante todas las siguientes temporadas.
- Datos: Q941961